# Giovanni Marinelli
Pour les articles homonymes, voir Marinelli.
Cet article possède un paronyme, voir Giovanni Martinelli.
Giovanni Marinelli (né le 18 octobre 1879 à Adria, dans la province de Rovigo, en Vénétie et mort à Vérone le 11 janvier 1944) est une personnalité politique italienne du Parti national fasciste. Il est également membre de la Grande Loge d'Italie de Rite écossais ancien et accepté,. 

## Biographie
Giovanni Marinelli a été initialement inquiété pour la séquestration (mais non l'homicide) de Giacomo Matteotti. Pourtant, il n'a jamais été poursuivi, jusqu'à l'amnistie du 31 août 1925. 
Membre du Grand Conseil du fascisme, il vote la motion Grandi lors de la session du 24 juillet 1943 qui amorce la chute du Duce. Arrêté par la suite, il est jugé et condamné à mort lors du procès de Vérone. Il est fusillé dans le dos en même temps que quatre autres condamnés le 11 janvier 1944.